# لوبر
لوبر (به لاتین: Lobir) یک منطقه مسکونی در جمهوری آذربایجان است که در شهرستان آستارا و در دهیاری میکی واقع شده است.

## ریشه واژه
لو در زبان تالشی به‌معنای رود باریک و کوچک و بر به‌معنای ساحل و کناره است و معنای کلی آن به‌صورت کناره رود کوچک است.